# ナノパス
ナノパス（NANOPASS）は、テルモと岡野工業が共同開発した、インスリンや成長ホルモンなどを皮下注射するためのペン型注射器用ディスポーザブル針。「こわくない注射針」をコンセプトに、2005年7月1日にテルモから当時世界一細い33Gのナノパス33が発売され、2012年には、さらに細いナノパス34を発売した。2019年には針の長さをナノパス34より若干短くした、皮膚の薄い人用のナノパスJr.が発売された。

## 解説
「ナノパス33」は愛称で、製品名は「ナノパスニードル」である。針の先端の直径が0.2 mm（33ゲージ、33G）と発売当時世界で最も細いことから、糖尿病でインスリンの自己注射を頻繁にしなければいけない患者の痛みを少なくすることが期待でき、なおかつ世界初の外径・内径をダブルテーパー構造にすることで、薬液を注入する際の抵抗を抑えている。
2005年度グッドデザイン賞にて、iPodを抑え大賞に選出された。
2011年10月、2012年1月より「ナノパス33」を中国全土で本格販売を開始することが発表された。
2012年9月、直径0.18 mm（34G）とさらに細いペン型注入器用ディスポーザブル注射針「ナノパスニードルⅡ」（愛称「ナノパス34」）を発売した。独自の非対称刃面構造「アシンメトリーエッジ」を用いることで、「突き刺す」のではなく「小さく切る」ことで痛みを軽減している。
2019年2月25日、子供ややせ型の人など皮膚の薄い人対象の「ナノパスJr.」を発売。従来のナノパス34より針が1 mm短くなっている。従来のナノパス34の発売も継続される。